# 文史資料
文史資料是全國政協和地方委員會的文史資料研究委員會或文史工作組以及各地文史研究館所徵集、整理、編寫、出版的中國近代史、現代史和地方史資料。通過收集、出版文史資料，有助「搶救活資料」；向讀者介紹各地政治、經濟、文化歷史的各方面內容；並提供各地地方史志的可靠史料。
1959年4月，周恩來在全國政協專門會議上倡導編纂文史資料，以將1959年時六十歲以上政協委員從戊戌至全國解放這段時期的親身經歷記錄下來，以供後代歷史研究。至此，全國政協和地方委員會先後成立了文史資料委員會或文史工作組。在文革期間，停止了十三年。
1978年，全國政協五屆第一次會議後，又陸續恢復。至二十世紀末，全國各級政協共徵集了各類文史資料計四億多字，有160個單位出版了文史資料選輯和其它專著。當中，全國政協出版的有二千六百多萬字，發行計七百六十萬冊。